# Dilemas de Irene
Dilemas de Irene é uma série de televisão brasileira produzida pela Youle Produções e exibida pela GNT em 26 episódios divididos em duas temporadas. A primeira temporada foi exibida entre 21 de novembro de 2008 e 13 de fevereiro de 2009, enquanto a segunda estreou em 5 de agosto e se encerrou em 28 de outubro de 2011.

## Enredo
Irene é uma mulher moderna e independente, cheia de dilemas pessoais e profissionais. Ela vive uma humorada relação cheia de indas e vindas com seu ex-marido, Caco, embora também esteja aberta a conhecer novos homens. Na segunda temporada, Irene vai morar com sua amiga Ana, uma mulher mais confusa que ela.

## Elenco
| Ator/Atriz           | Personagem      |
| -------------------- | --------------- |
| Mônica Martelli      | Irene Venturini |
| Fernando Alves Pinto | Caco Venturini  |
| Alessandra Colasanti | Ana             |
| Daniel Chaudon       | Montanhão       |
| Gisah Ribeiro        | Clara           |

### Participações especiais
| Ator/Atriz    | Personagem   |
| ------------- | ------------ |
| Marcos Caruso | Seu Cléber   |
| Vera Holtz    | Dona Célia   |
| Raphael Viana | Beto         |
| Tatá Werneck  | Amiga traída |